# Sumber Harta
Sumber Harta is een bestuurslaag in het regentschap Musi Rawas van de provincie Zuid-Sumatra, Indonesië. Sumber Harta telt 4692 inwoners (volkstelling 2010).